# Величкова
Вели́чкова — річка в Україні, в межах Шишацького і Зіньківського районів Полтавської області. Ліва притока Грунь-Ташані (басейн Дніпра). 

## Опис
Довжина річки бл. 12 км. Долина у верхій течії вузька, порівняно глибока, порізана балками. Річище слабозвивисте, часто пересихає. Споруджено кілька ставків. 

## Розташування
Величкова бере початок на схід від с. Воскобійники. Тече переважно на північний захід, у пригирловій частині — частково на північний схід і північ. Впадає до Грунь-Ташані на північ від села Загрунівки.
На її берегах розміщені села: Величкове і Загрунівка.